# 広瀬正浩
広瀬 正浩（ひろせ まさひろ、男性、1973年 - ）は、日本文学研究者、サブカルチャー研究者。
椙山女学園大学国際コミュニケーション学部教授。元私立東海高等学校教諭。近代文学および、アニメ・音楽文化論の研究が専門。

## 来歴
岐阜県出身。南山大学卒業。名古屋大学大学院文学研究科博士前期・後期課程を経て、同大学より博士号（文学）を取得する。2003年4月から2011年3月まで東海高等学校教諭。2011年4月に椙山女学園大学国際コミュニケーション学部の専任講師となり、2014年に准教授となる。2021年4月より現職の教授。

## 人物
小島信夫、村上龍などの近現代文学の研究を行っている。また、室生犀星の『杏つ子』におけるラジオの普及の描写から初音ミクなどの新しい電子メディアの利用など幅広い領域における聴覚文化の分析を通して、聴覚文化の変容が人々の身体概念にどのような影響を与えるかという新たな研究課題を提示したと東京学芸大学教授の千田洋幸に評価されている。
2012年に「あいち国際女性映画祭」において映画『けいおん!』が上映された際に行われたシンポジウムに参加し、『けいおん!』が一般的に空気系・日常系アニメの典型とされていることに異議を唱え、その理由として、実際には登場キャラクター同士の様々な葛藤や衝突が描かれていて物語性が高いこと、および作中ではサザエさん方式が採られず、卒業まで時系列に沿って物語が描かれていることを挙げた。
2015年には非常勤講師として愛知教育大学で担当した国文学の授業の教科書として、ライトノベルである『ソードアート・オンライン』を採用して話題となった。ダ・ヴィンチニュースの取材に対して、広瀬は『ソードアート・オンライン』を教材とした理由として、単に話題性を狙ったものではないとした上で、以下の2点を挙げている。
- 現代日本で広く受容されていること。
- オンライン・ゲームという仮想世界を舞台とすることで現実世界を相対化する視点を有していること。

また、2016年度の同内容の授業において、西尾維新『化物語』を教材とすることがiNSIDEで取り上げられた。
本務校である椙山女学園大学の授業では、森見登美彦『四畳半神話大系』、竹宮ゆゆこ『とらドラ!』、成田良悟『デュラララ!!』、アニメ『ひだまりスケッチ』や『リトルバスターズ!』などを扱っている。同大学で「アニメ・マンガ研究支援プロジェクト」の運営を行っており、同大学教授・作家の堀田あけみとともに漫画『カードキャプターさくら』についてのシンポジウムを行っている。

## 著作
- 『戦後日本の聴覚文化 音楽・物語・身体』（青弓社） 2013年9月

### 共著
- 『妖怪は繁殖する』（青弓社、ナイトメア叢書3） 2006年12月
- 『メディアの中の子ども』（勁草書房、中京大学文化科学叢書10） 2009年3月
- 『〈東海〉を読む - 近代空間と文学』（風媒社） 2009年6月

### 論文
- 「初音ミクとの接触 - “電子の歌姫”の身体と声の現前」（『言語と表現 研究論集』9号） 2012年3月
- 「「空気系」という名の檻 - アニメ『けいおん!』と性をめぐる想像力」（『言語と表現 研究論集』10号） 2013年3月
- 「虚構的な「日系人」の戦略 - 一九七〇年代の細野晴臣のアメリカについての思考」（『椙山女学園大学研究論集 人文科学篇』44号） 2013年3月
- 「現実逃避する少女たち - 『中二病でも恋がしたい!』『魔法少女まどか☆マギカ』論」（『椙山女学園大学研究論集 人文科学篇』46号） 2015年3月
- 「｢エア友達｣と話すという現実 - 平坂読『僕は友達が少ない』論」（『言語と表現 研究論集』12号） 2015年3月
- 「「聞き手」は虚構世界に没入する - 小説 / シチュエーションCDにおける受容経験の相違」（『日本近代文学』第97集） 2017年11月